# Калам
Калам (араб. الكلام‎‎, дос. «слово», можливо від араб. قلم — стилос, перо) — ісламська наука про особистісні та атрибутивні якості Аллаха, сутності пророцтва, про початок і кінець буття згідно з положеннями ісламу. Цим терміном у середньовічній ісламській літературі позначали всякі роздуми на релігійно-філософську тему (включно з роздумами християнських та юдейських богословів). У спеціальному значенні це дисципліна, що трактує ісламські догми покладаючись виключно на розум.
Калам часто називають раціоналістичною мусульманською філософією, але калам відрізняється від загальної філософії тим, що окрім розумових доказів визнає своїм джерелом Божественне Одкровення; точніше, розумові докази узгоджуються з доктриною Одкровення. Мислителів, які займаються каламом, називають мутакаллімами.

Первинно калам вивчав лише проблему сутності та атрибутів Аллаха. Це відбулося після ознайомлення ісламських мислителів з працями античних філософів. Пізніше в каламі (під впливом філософії) почали розглядатися проблеми буття. Однак на відміну від філософії, ця проблема в каламі розглядається лише з позиції створення всесвіту Аллахом і його кінця, який відбудеться у день Страшного суду. Тобто, буття в каламі, згідно з положеннями ісламу, має початок і кінець. Єдиним винятком з цього правила є абсолютне буття, яким володіє лише Аллах, буттю якого немає ані початку, ані кінця.

Після Мухаммеда аль-Газалі († 1111), калам став трактуватися як наука про шляхи раціоналістичних доказів мусульманського віровчення. Калам став відігравати важливу роль у справі залучення людей до релігії. Важливу роль у цьому стали відігравати логічні докази.
 
Виступаючи у ролі раціоналістичного світосприйняття, калам був покликаний стимулювати розвиток філософської думки в середньовічному мусульманському суспільстві, вивести його зі стану догматизму, сліпого слідування за словами та судженнями релігійних авторитетів і богословів. У каламі вважалося, що інтерпретація Божественного одкровення повинна задовольняти людський розум, не суперечити його доказам.

Одним з найважливіших завдань каламу було досягнення гармонії між доказами Божественного Одкровення і розуму. Ще однією важливою метою каламу була класифікація різних догматичних положень ісламу, налагодження взаємозв’язку між різними ісламськими науками.

Однією з причин виникнення каламу було наростання внутрішніх протиріч в мусульманському суспільстві до кінця правління праведних халіфів. Іншою причиною був розвиток мусульманського суспільства, його бурхливий прогрес. Після того, як Халіфат поширився на величезні території, де до того знаходились основні центри світової цивілізації, мусульмани зіштовхнулися з іншими культурами. З’явилась необхідність раціонального обґрунтування засад своєї релігії, відповідей на докази опонентів. Також з’явилося багато проблем, які не були дослівно розтлумачені в ісламських першоджерелах. Для винесення суджень з приводу цих проблем потрібні були розумові докази, які б повністю відповідали ісламській доктрині.

Різні політичні конфлікти вивели на передній план проблему влади в ісламі. Ця проблема призвела до поляризації думок і виникнення різних угруповань. Пізніше з’явилися різні тлумачення і думки з приводу сутності і атрибутів Аллаха, божественного напередвизначення і свободи волі людини та інших питань. У результаті цих проблем виникли різні течії (Хариджити, Джабрити, Кадарити). Пошуки відповідей на ці питання призвели до виникнення раціоналістичних шкіл. Першою такою фундаментальною школою стала мутазилітська (див. Мутазиліти), заснована Василом ібн Атою († 748) і Амром ібн Убайдом († 761). Мутазиліти внесли унікальний внесок у виникнення і розвиток каламу.
 
Ортодоксальні суніти, попри конфлікт з мутазилітами, запозичили у них багато методів та поглядів. Вони розуміли, що обійтися без певної долі раціоналізму в релігії, за умов суспільного прогресу неможливо. Тому розпочався процес зближення положень ортодоксального ісламу з мутазилітськими методами, бо ортодоксія була зацікавлена в раціональній інтерпретації деяких релігійних положень. Цей процес був завершений працями видатного мусульманського мислителя Абу аль-Хасана аль-Ашарі, який був мутазилітом, але потім перейшов до сунітського табору. Він класифікував основні положення мусульманського віровчення, намагаючись дати відповіді на численні суперечливі проблеми з позицій каламу, при цьому не порушуючи принципів ортодоксальної релігії.